# Огненная рубашка
Огненная рубашка (тур. Ateşten Gömlek) — турецкий чёрно-белый драматический фильм, снятый Мухсином Эртугрулом на основе книги Халиде Адывар.
Премьера фильма состоялась 23 апреля 1923 года, в третью годовщину создания Великого национального собрания, фильм был показан на двух экранах. В 1950 году под тем же названием был выпущен ремейк фильма, снятый Ведатом Бенгю.

## Сюжет
Муж и сын Айше (Бедиа Муваххит) были убиты греческими войсками во время оккупации Измира после окончания Первой мировой войны. С помощью семьи итальянских левантийцев легко раненная Айше попадает в Стамбул, там она живёт в доме двоюродного брата своего отца Пеями. Там Айше встречает друга Пеями Исхана. Все трое принимают участие в акции протеста против оккупации Измира. Из-за последовавшей вскоре после этого оккупации Стамбула войсками Союзников Айше и Пеями вынуждены бежать в Анатолию. Там они присоединяются к отряду бойцов турецкого национального движения, который возглавляет Ихсан. Айше становится медсестрой, Пеями — одним из бойцов, подчинённы Ихсану. Пеями и Ихсан влюбляются в Айше. Сама же Айше любит лишь Ихсана. После того как он получает ранение в одной из битв, Айше ухаживает за Ихсаном. Ихсан обещает жениться на ней после того, как станет первым турецким солдатом, вошедшим в Измир. Узнав об этом, Пеями чтобы привлечь к себе внимание Айше также обещает стать первым, кто войдёт в Измир. Вскоре Пеями убивают в бою. Айше, узнав об этом, бежит на фронт, но также погибает от вражеской шрапнели.

## Основа
Фильм снят на основе одноимённого произведения, написанного Халиде Адывар, которая действительно принимала участие в войне за независимость Турции. Впервые «Огненная рубашка» была опубликована в газете «İkdam», в номерах, выходивших с 6 июня по 11 августа 1922 года, затем она была издана в виде книги. В связи с огромной популярностью произведения, его было решено экранизировать.
Во времена Османской империи мусульманкам было запрещено сниматься в кино по религиозным причинам. Во всех фильмах, снятых в этот период, женские роли исполняли христианки или еврейки. Адывар заявила, что согласится на экранизацию своего произведения только в том случае, если главную роль в фильме исполнит турецкая мусульманка. В итоге главную роль сыграла жена друга режиссёра Мухсина Эртугрула Бедиа Муваххит. Чтобы найти исполнительницу женской роли второго плана, было дано объявление в газете. Единственной, кто на него откликнулся, стала Мюнире Эюп, впоследствии ставшая известной под псевдонимом Неййире Нейир.